# Glinki (powiat grajewski)
Glinki – wieś w Polsce położona w województwie podlaskim, w powiecie grajewskim, w gminie Radziłów.
Wierni kościoła rzymskokatolickiego należą do parafii Narodzenia Najświętszej Maryi Panny w Słuczu.

## Administracja

### Historia ustroju administracyjnego
Od 1864, miejscowość należała do gminy Kubra. Następnie od 1867 roku do gminy Przytuły, należącej do powiatu kolneńskiego, guberni łomżyńskiej. Podział taki funkcjonował do 1915 roku. Po I wojnie światowej utrzymał się dotychczasowy układ administracyjny. Od 1932 roku gminę Przytuły wcielono do powiatu łomżyńskiego. 
Glinki stały się gromadą (odpowiednik sołectw). Od 1954 Glinki wcielono do gromady Słucz.
Przedstawiciele do Grodzkiej Rady Narodowej (GRN):
- kadencja 1954-1958: Poniatowski Stanisław, Filipkowska Józefa, Mieczysław Zieliński.
- kadencja 1958-1961: Stanisław Bagiński, Józef Cimoch, Piotrowski Jan.
- kadencja 1961-1965: Stanisław Bagiński, Bolesław Pejdziński, Franciszek Zalewski.
- kadencja 1965-1969: Henryk Piotrowski (przewodniczący prezydium GRN 1965-69), Franciszek Zalewski.
- kadencja 1969-1972: Kazimierz Bagiński (przewodniczący prezydium GRN 1969-72), Adolf Borawski, Lucjan Rogowski.

Od 1973 Glinki włączono do gminy Radziłów, likwidując gromadę Słucz.
W latach 1975–1998 miejscowość należała administracyjnie do województwa łomżyńskiego.

## Położenie i rzeźba terenu
Glinki wraz z przyległym terenem, położone są tle mezoregiony Wysoczyzna Kolneńska, która wchodzi w skład makroregionu Nizina Północnopodlaska.
W ukształtowaniu terenu dominują płaska i falista morena denna, miejscami spotyka się wzgórza niskie o genezie kemowej. Najwyższy punkt położony jest na wysokości 148,5 m n.p.m. najniżej położony 116,7 m n.p.m.

## Edukacja
Przed samą I wojną światową w Glinkach powstała rosyjska szkoła powszechna. Pierwszym nauczycielem był Stefan Dumała.
Kolejna szkoła powstała tuż po zakończeniu I wojny światowej. Nauczycielem był Julian Piórkowski. Oficjalnie dopiero w 1922 roku w Glinkach reaktywowano szkołę, tym razem była to polska szkoła. Szkoła miała status dwuklasowej, jednak w 1924 roku została przemianowana na szkołę jednoklasową. Początkowo uczyło się w niej 89 dzieci (1922).
W 1924 uczyło się w tylko 54 dzieci. W następnych latach liczba uczniów rosła, osiągając w końcu lat trzydziestych liczbę 80. Nauczycielami byli: Franciszek Szyjko (1926), Aleksandra Cwalinówna (1927-1929), Cwalina-Sztengiel (1930), Aleksandra Stenglowa (1932), Jan Chruścielewski (1935). Szkoła działała tu jeszcze w 1941 roku.

## Historia
Pierwsze wzmianki historyczne o miejscowości Siemiętkowo (pierwotna nazwa Glinek) pochodzą z 1417 roku. Nazwa Glinki pojawia się z dniem 8 października 1429 kiedy to Maciej z Glinek z ziemi różańskiej z rodu Trzasków, uzyskał prawo niemieckie dla 30 włók ziemi. Maciej został też pierwszym wójtem wsi notowanym w 1430 roku.
W 1437 nowym właścicielem Glinek stał się Jan Romanowski. W XV wieku powstał tu młyn wodny na rzecz o jednym kole młyńskim. Od tego okresu majątek ziemski przechodził z rąk do rąk. Około 1536 roku właścicielem wsi stał się Aleksander Iłowski herbu Prawdzic pochodzący z drobnego rodu spod Mławy. Po śmierci Aleksandra dobra Glinki odziedziczyli jego synowie Jan oraz Stanisław. Po śmierci Jana dobra przeszły w ręce Wojciecha Iłowskiego. Glinki stały się także posagiem dla wnuczki Wojciecha Iłowskiego, Zofii, która wyszła za mąż za Floriana Drozdowskiego herbu Pilawa. Drozdowski w latach dziewięćdziesiątych XVII wieku wydzierżawił Glinki i Słucz Antoniemu Szczuce podkanclerzowi litewskiemu, a po śmierci Zofii z Iłowskich, sprzedał Glinki Szczuce. Po śmierci Antoniego w 1710 majątek przejęła żona Konstancja z Potockich, która jednak szybko znalazła się w tarapatach finansowych. W 1713 roku zastawiła Glinki oraz Słucz Gabrielowi Szpilewskiemu Neronowiczowi, późniejszemu kasztelanowi wiskiemu. Po śmierci Szpilewskiego dobra te posiadał jego spadkobierca Tadeusz Kazimierski, skarbnik trocki.
Wnuczka Antoniego Szczuki, Wiktoria z Kątskich w 1741 roku wyszła za mąż za Eustachego Potockiego herbu Pilawa i wniosła mu w posagu liczne dobra swego dziada, czyniąc Potockiego „jednym z bogatszych ludzi w Polsce”. Potocki chciał skupić swoim ręku dawne dobra Szczuki, w tym również Glinki i część Słucza, rozpoczęły się więc długie spory sądowe, które skończyły się dopiero w 1749 roku przejęciem tych wsi przez Eustachego Potockiego. Za czasów Potockich zapewne dobrze wiodło się mieszkańcom Glinek, ponieważ dziedzicami byli możni i oświeceni magnaci. W dobrach tych wprowadzili oczynszowanie chłopów, rezygnując z pańszczyzny. Po śmierci Eustachego Potockiego w 1768 roku dobra Glinki przejął jeden z jego synów, Kajetan Potocki. To on figuruje jako właściciel w spisie ziemian z 1784 roku. Przed śmiercią przekazał Glinki w ręce brata Jana.
W 1789 roku majątek przejął generała Józefa Łączyńskiego (adiutant królewski). Po jego śmierci w 1800 Glinki przejął jego syn Augustyn, żonaty z hrabianką Zabielską. Przed śmiercią w 1822 przekazał Glinki Stanisławowi Downarowiczowi herbu Przyjaciel. Glinki w pierwszej połowie XIX wieku były całkiem sporym majątkiem. Liczyły w 1827 roku 27 domów i 115 mieszkańców. Stanisław Downarowicz podzielił majątek między synów. Marceli wziął część dóbr Glinki, a Stanisław Słucz. Część Glinek wziął też Jan Stanisław Woyczański zięć Stanisława Downarowicza (starszego).
Tuż po powstaniu styczniowym w czasie uwłaszczenia powstało w tej wsi 56 gospodarstw na 608 morgach gruntu. Miejscowość należała do gminy Kubra i parafii Słucz. Folwark wraz z wsią zajmował w końcu XIX wieku obszar 1501 mórg, z czego grunty orne zajmowały obszar 824 morgi, lasów było 337 mórg. W folwarku naliczono 16 murowanych budynków i 18 drewnianych. Były tu: gorzelnia, browar piwny, młyn wodny. Notowano też pokłady wapienia z torfu. Przez te dobra „przepływa struga bez nazwy”.
Na początku XX wieku jako właściciela Glinek notuje się Zygmunta Przyjemskiego, jednak w następnych latach majątek został rozparcelowany między drobnych okolicznych szlachciców.
Przed samą I wojną światową w Glinkach powstała rosyjska szkoła powszechna. Pierwszym nauczycielem był Stefan Dumała. Kolejna szkoła powstała tuż po zakończeniu I wojny światowej. Już z 1918 roku pochodzą dane o nowej szkole w Glinkach. Nauczycielem był Julian Piórkowski. Oficjalnie dopiero w 1922 roku w Glinkach reaktywowano szkołę, tym razem była to polska szkoła. Posiadaczem ziemskim w tej wsi przed II wojną był Stanisław Niebrzydkowski (59 ha). Działał tu zakład kowalski J. Niecikowskiego oraz sklep spożywczy B. Pejdzińskiego. Właścicielem młyna był A. Barwikowski. W okresie międzywojennym Glinki dzielono na Włościańskie i Szlacheckie, w obu mieszkało 398 osób w 60 domach. 389 było wyznania rzymskokatolickiego a 9 mojżeszowego. Jednocześnie 389 mieszkańców zadeklarowało polską przynależność narodową a 2 żydowską. Podział wziął się stąd, iż w części chłopskiej mieszkali chłopi dawnego majątku Glinki (ziemia uwłaszczona), część szlachecka to dawna ziemia folwarczna.